# Optiskt djup
Optiskt djup är ett mått på transparens och definieras som den negativa naturliga logaritmen av kvoten mellan den utgående och infallande strålningens (till exempel ljus) intensitet (det vill säga av andelen strålning som inte sprids eller absorberas under passage av ett medium). Sålunda är det optiska djupet dimensionslöst och det bör speciellt noteras att begreppet inte betecknar en sträcka (fastän det ökar monotont med den sträcka som ljuset färdas, och närmar sig noll när sträckan närmar sig noll).

## Formulering
Det optiska djupet anger mängden ljus som avlägsnas från en stråle genom spridning eller absorption under sin färd genom ett medium.
Om {\displaystyle I_{0}} är intensiteten före inträdet i mediet och {\displaystyle I}
är intensiteten efter passagen av detta, så definieras det opiska djupet {\displaystyle \tau } genom:
{\displaystyle I/I_{0}=e^{-\tau },\,}
det vill säga
{\displaystyle \tau =-\ln {I/I_{0}}=-\ln {T}}
där T är transmittansen, eller genom:
{\displaystyle d\tau /ds=\rho \kappa ,}
där s anger det geometriska djupet (d.v.s. "färdad sträcka i mediet"), ρ anger mediets densitet och κ mediets opacitet per massenhet.
Det optiska djupet {\displaystyle \tau } för ett medium anges vinkelrätt mot mediet.
Notera att det optiska djupet är beroende av strålningens våglängd. Ångströmsexponenten α, som vanligen används för att beskriva det optiska djupets våglängdsberoende för aerosoler, definieras som 
{\displaystyle \alpha =-{\frac {\log {\frac {\tau _{\lambda _{1}}}{\tau _{\lambda _{2}}}}}{\log {\frac {\lambda _{1}}{\lambda _{2}}}}}\,\Leftrightarrow {\frac {\tau _{\lambda _{1}}}{\tau _{\lambda _{2}}}}=\left({\frac {\lambda _{1}}{\lambda _{2}}}\right)^{-\alpha }}
där {\displaystyle \tau _{\lambda _{1}}} och {\displaystyle \tau _{\lambda _{1}}} är det optiska djupet vid två olika våglängder {\displaystyle \lambda _{1}} och {\displaystyle \lambda _{2}}.

### Det optiska djupet hos en atmosfär
Inom aerologi och astronomi refererar man ofta till atmosfärens optiska djup längs en vertikal linje från jordytan till yttre rymden (längs en linje från zenit). Eftersom {\displaystyle \tau } avser en vertikal bana blir det optiska djupet för en lutande bana därför {\displaystyle \tau '=m\tau }, där m kallas den relativa luftmassan och för en planparallell (utan krökning) atmosfär bestäms den av m = sec θ där θ är zenitdistansen för strålens väg. Vi får därför
{\displaystyle I/I_{0}=e^{-m\tau }.\,}
Atmosfärens optiska djup kan delas i flera komponenter som beror av rayleighspridning, aerosoler och absorption av gaser. Atmosfärens optiska djup kan mätas med en solfotometer.

### Astronomi
Ett annat fall förekommer inom astronomin där en stjärnas fotosfär definieras som ytan vid vilken det optiska djupet är 2/3. Detta betyder att en foton som emitteras vid fotosfären i genomsnitt drabbas av en kollision innan den når observatören (d.v.s. det djup vilket motsvarar den fria medelväglängden för en emitterad foton) . Temperaturen vid detta djup är den temperatur vid vilket den emitterade energin motsvarar den utifrån observerade totala emitterade energin.
För planetringar anger det optiska djupet hur mycket ljus som blockeras av ringen när den ligger mellan en ljuskälla och en observatör. Det erhålls vanligen genom observationer av bakomliggande stjärnor.